# Ро-Ро (футболист)
Пе́дру Миге́л Карва́лью Де́уш Корре́я (порт. Pedro Miguel Carvalho Deus Correia; род. 6 августа 1990, Алгейран — Мен-Мартинш, Лиссабон), известный по прозвищу Ро-Ро (порт. Ró-Ró) — катарский футболист португальского происхождения, защитник клуба «Аль-Садд» и национальной сборной Катара, в составе которой стал победителем Кубка Азии Кубка Азии 2019 и 2023 годов.

## Клубная карьера
Родился 6 августа 1990 года в Алгейран — Мен-Мартинш, Португалия. Начинал заниматься футболом в команде «Мэн-Мартинш» из одноименного района родного городка Синтра, после чего 6 сезонов выступал за молодёжную команду «Бенфики». В дальнейшем был игроком ещё нескольких футбольных академий португальских клубов, последней из которых была академия «Фаренсе». Во взрослом футболе дебютировал в 2009 году за основную команду клуба в четвёртом по силе португальском дивизионе, после чего в 2010 году поиграл за другую португальскую команду из того же дивизиона «Алжуштреленсе».
В 2011 году нашёл вариант продолжения карьеры в Катаре, заключив контракт с клубом «Аль-Ахли» из Дохи, в составе которого провёл следующие пять лет своей карьеры. 7 января 2012 года забил свой первый гол в Катаре в ворота клуба «Аль-Харитият» (2:4). В своём первом полном сезоне Ро-Ро сыграл только шесть матчей, а его команда вылетела из чемпионата Катара.
В 2016 году перешёл в клуб «Аль-Садд». 12 декабря того же года впервые забил гол в лиге за команду, возглавляемую Жезуалду Феррейрой, в матче против клуба «Умм-Салаль» (8:0). В 2018 и 2019 годах в составе команды выходил в полуфинал Лиги чемпионов АФК.

## Карьера в сборной
В связи со своей хорошей игрой в катарском чемпионате через некоторое время получил предложение принять гражданство Катара и защищать цвета национальной сборной этой страны. Свой первый матч за сборную Катара он провёл 29 марта 2016 года против сборной Китая (0:2) в рамках отборочного турнира чемпионата мира 2018 года.
В конце 2017 года Ро-Ро участвовал в розыгрыше Кубка наций Персидского залива. На этом турнире он провёл три матча и забил свой первый гол за сборную Йемену (4:0).
Был основным центральным защитником сборной Катара на кубке Азии 2019 в ОАЭ. На континентальном первенстве его команда безупречно преодолела групповой этап, выиграв все три игры с общим счетом 10:0, а на стадии плей-офф одолела последовательно Ирак, Республику Корея и хозяев турнира, ОАЭ, которых разгромила в полуфинале со счётом 4:0. При этом в течение первых шести игр турнира защита катарцев не пропустила ни одного гола, а первый и единственный гол в их ворота был забит лишь в финальной игре, что, впрочем, не помешало Катару одолеть сборную Японии со счетом 3:1 и завоевать первый в его истории титул чемпионов Азии.
В том же году был вызван в сборную на Кубок Америки, где принял участие во всех трёх матчах группового этапа, однако его сборная заняла третье место в группе и покинула турнир. В 2021 году вошёл в состав сборной на Золотой кубок КОНКАКАФ 2021. На этом турнире футболист снова был игроком стартового состава и появился во всех пяти матчах, а его сборная вышла в полуфинал, где уступила сборной США (0:1).

## Личная жизнь
Псевдоним «Ро-Ро» взял в честь дуэта нападающих сборной Бразилии — Ромарио и Роналдо.

## Достижения
«Аль-Садд»
- Чемпион Катара (3): 2018/2019, 2020/2021, 2021/22
- Обладатель Кубка эмира Катара (2): 2017, 2020
- Обладатель Кубка шейха Яссима (2): 2017, 2019
- Обладатель Кубка наследного принца Катара (3): 2017, 2020, 2021

Сборная Катара
- Победитель Кубка Азии (2): 2019, 2023